# Спарленд (Іллінойс)
Спарленд (англ. Sparland) — селище (англ. village) в США, в окрузі Маршалл штату Іллінойс. Населення — 366 осіб (2020).

## Географія
Спарленд розташований за координатами 41°1′47″ пн. ш. 89°26′28″ зх. д. / 41.02972° пн. ш. 89.44111° зх. д. (41.029609, -89.441180).  За даними Бюро перепису населення США в 2010 році селище мало площу 1,48 км², уся площа — суходіл.

## Демографія
Згідно з переписом 2010 року, у селищі мешкало 406 осіб у 159 домогосподарствах у складі 112 родин. Густота населення становила 274 особи/км².  Було 179 помешкань (121/км²).
Расовий склад населення:
| - 99,3 % — білих |

До двох чи більше рас належало 0,7 %. Частка іспаномовних становила 1,5 % від усіх жителів.
За віковим діапазоном населення розподілялося таким чином: 21,2 % — особи молодші 18 років, 61,1 % — особи у віці 18—64 років, 17,7 % — особи у віці 65 років та старші. Медіана віку мешканця становила 41,3 року. На 100 осіб жіночої статі у селищі припадало 104,0 чоловіків;  на 100 жінок у віці від 18 років та старших — 102,5 чоловіків також старших 18 років.
Середній дохід на одне домашнє господарство  становив 51 799 доларів США (медіана — 46 607), а середній дохід на одну сім'ю — 56 324 долари (медіана — 51 625). За межею бідності перебувало 16,8 % осіб, у тому числі 34,5 % дітей у віці до 18 років та 3,1 % осіб у віці 65 років та старших.
Цивільне працевлаштоване населення становило 181 осіб. Основні галузі зайнятості: виробництво — 19,3 %, освіта, охорона здоров'я та соціальна допомога — 17,7 %, роздрібна торгівля — 9,9 %, транспорт — 8,3 %.